# Friedrich Wiese
Pour les articles homonymes, voir Wiese.
Friedrich Wiese (5 décembre 1892 à Nordhastedt – 13 février 1975 à Giessen) est un General der Infanterie allemand qui a servi au sein de la Wehrmacht pendant la Seconde Guerre mondiale.
Il a été décoré de la croix de chevalier de la croix de fer. La croix de chevalier de la croix de fer et son grade supérieur, les feuilles de chêne, sont attribués pour récompenser un acte d'une extrême bravoure sur le champ de bataille ou un commandement militaire avec succès.

## Biographie
Friedrich Wiese s'engage le 4 août 1914 comme volontaire de guerre dans le régiment d'infanterie 84 et sert comme officier pendant la Première Guerre mondiale. Il combat en France avec le 84e régiment d'infanterie (de). Le 6 novembre 1915, il est promu lieutenant de réserve dans le 147e régiment d'infanterie. Ce régiment est engagé en Russie. 
Il prend le commandement de la 19e armée allemande basée dans le sud-est de la France en juin 1944. Il s'opposa au débarquement allié en Provence en août 1944, puis entama un mouvement de retraite le long du Rhône tout en menant des combats de retardements. Son armée établit ses positions de défense d'hiver dans les Vosges et verrouille la trouée de Belfort.
Le 19 décembre 1944, Adolf Hitler, remplace Wiese à la tête de la 19e Armée et le tient dans sa réserve d’officiers généraux.

## Décorations
- Croix de fer (1914)
  - 2e classe (15 février 1916)
  - 1re classe (29 septembre 1918)
- Insigne des blessés (1914)
  - en noir
- Croix d'honneur en 1934
- Agrafe de la croix de fer (1939)
  - 2e classe (3 juin 1940)
  - 1re classe (14 juin 1940)
- Croix allemande en or (16 février 1942)
- Médaille du Front de l'Est
- Croix de chevalier de la croix de fer avec feuilles de chêne
  - Croix de chevalier le 14 février 1942 en tant que Oberst et commandant du Infanterie-Regiment 39[2]
  - 372e feuilles de chêne le 24 janvier 1944 en tant que General der Infanterie et commandant du 35e corps d'armée[3]